# سياسة الطلب
سياسة الطلب في الاقتصاد، السياسة الاقتصادية التي تنفذها الدولة التي تهدف إلى زيادة الطلب بزيادة الاستثمارات العامة واستهلاك القطاع العام ومحاولة تقوية الاستهلاك الخاص عن طريق زيادة الإنفاق العام أو تقليل الضرائب.